# Contre-apologétique
Dans le champ de la critique de la religion, la contre-apologétique est un champ de pensée qui critique l'apologétique religieuse. Chaque apologiste religieux critique la défense des autres religions, bien que le terme contre-apologétique soit fréquemment appliqué à la critique de la religion en général par les libres penseurs et les athées.  
Le Nouveau Testament est bien connu pour contenir l'apologétique, mais la contre-apologétique apparaît également dans la théologie chrétienne. 